# Caprella cristibrachium
Caprella cristibrachium (лат.) — вид морских ракообразных из отряда бокоплавы класса высшие раки. В ископаемом виде неизвестны.
Длина тела самцов до 20, самок 4,5—7 мм. Самки отличаются от самцов в основном гораздо меньшими размерами. Тело коренастое, покрыто множеством волосков, грудные сегменты с бугорками или гладкие. Есть хорошо заметный лобный зубец, над глазами торчащий вверх и вперед. Ладонь 6-го членика хватательных ножек 2-й пары слабо вогнута, зубец у конца ладони очень маленький, мало заметен под волосками и у самых крупных самцов может отсутствовать. Их жаберные мешки большие, округлой формы. 5-7-я пара грудных ножек короткая, с широкими члениками.
Вид встречается на северо-западе Тихого океана у берегов Приморья от залива Посьета до бухты Терней, у южных берегов Сахалина, у северных Японских, Курильских, Командорских и Алеутских островов, а также у полуострова Аляска. Живет от прибойной зоны до глубины 3 м. Обитают прямо на водорослях, растущих на скалистых и каменистых грунтах. Могут образовывать на литорали скопления плотностью от 20 до 95 тысяч особей на квадратный метр. Самки с яйцами попадаются в мае и в июле.